# Le Fruit
Pour les articles homonymes, voir Fruit.

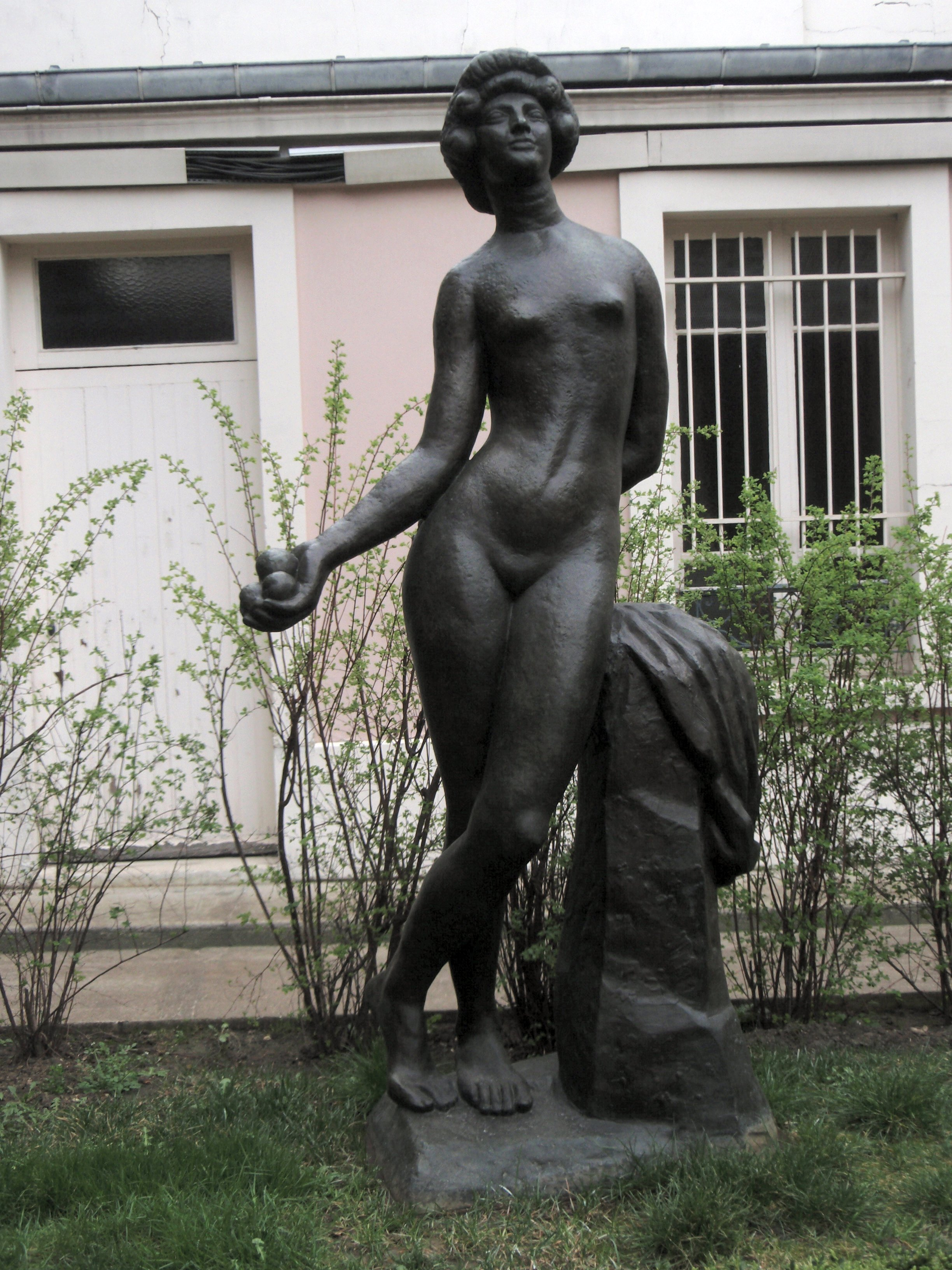
Le Fruit du Musée Bourdelle

Le Fruit est une sculpture de Antoine Bourdelle réalisée en 1906. 

## Composition
C'est une étude anatomique.[réf. nécessaire]

## Pour approfondir